# ویسنته ایبورا
ویسنته ایبورا د لا فوئنته (اسپانیایی: Vicente Iborra de la Fuente‎؛ زادهٔ ۱۶ ژانویهٔ ۱۹۸۸) بازیکن فوتبال اهل اسپانیا است.
از باشگاه‌هایی که در آن بازی کرده‌است می‌توان به لوانته، سویا، لستر سیتی و ویارئال اشاره کرد.